# Karl Wolfgang Rudolf von Reyher

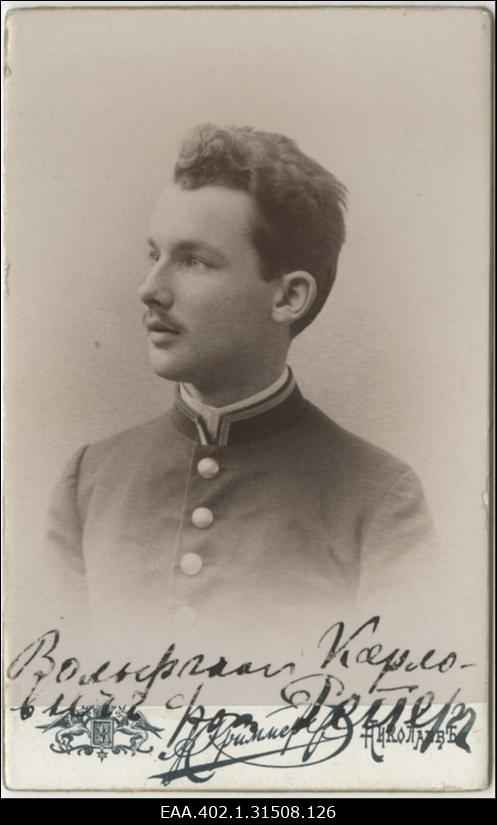
Carl Rudolf Wolfgang von Reyher (1899)

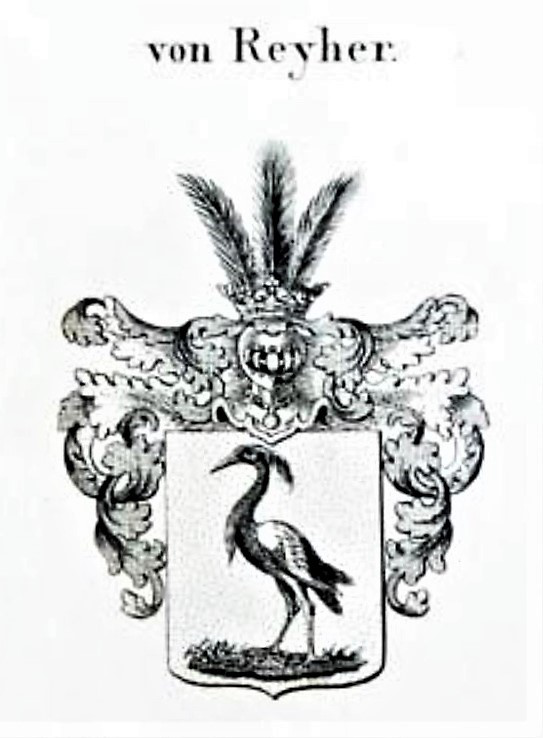
Wappen der Familie von Reyher

Karl Wolfgang Rudolf von Reyher, bekannt als Wolfgang von Reyher, (* 27. Juni 1879 in Strelna, Gouvernement Sankt Petersburg; † 7. Dezember 1950 in Selters, Westerwald) war ein deutscher Chirurg, Autor und Mediziner des frühen 20. Jahrhunderts.

## Leben

### Herkunft
Karl Wolfgang Rudolf von Reyher wurde am 15. Juni 1879 in Strelna im Gouvernement Sankt Petersburg geboren. Sein Vater war Carl Dietrich Christoph von Reyher und seine Mutter Alma Helene von Brückner (von Reyher). Seine Familie stammte aus angesehenen Kreisen.

### Werdegang
Seine schulische Laufbahn führte ihn an das städtische Real-Gymnasium in Leipzig sowie das Gymnasium in Nikolajew, Südrussland. Im Jahr 1899 begann er sein Medizinstudium am Nikolajevi Aleksandri gümnaasium.
Er studierte an der Kaiserlichen Universität Dorpat (Matrikelnr. 17432).
Im April 1904 begann er seine Tätigkeit als Assistent von Professor Zoege von Manteuffel in der Fliegenden Kolonne Ihrer Majestät der Kaiserin Maria auf dem ostasiatischen Kriegsschauplatz während des Russisch-Japanischen Krieges. Für seine Verdienste erhielt er das Georgskreuz IV Klasse. Nach seiner Rückkehr aus dem Krieg setzte von Reyher seine medizinische Ausbildung fort und schloss 1909 sein Doktor-Examen erfolgreich ab.
Er unternahm Studienreisen nach Deutschland, Heidelberg, Wien und Moskau.
Im Jahr 1911 erwarb er die bekannte Privatklinik Zoege von Manteuffels in Dorpat (heute: Tartu Estland), die später als „Reyhersche Klinik“ bekannt wurde. Dort übernahm er nicht nur die Leitung der Klinik, sondern trug maßgeblich zur medizinischen Forschung und Behandlung bei und hinterließ einen bleibenden Beitrag in der medizinischen Gemeinschaft. So schrieb er in diesem Zeitraum auch mehrere Bücher, die verschiedene Behandlungstechniken von Wundbehandlung darstellen.
In diesem Rahmen wurde er Zeitzeuge von den Gräueltaten der Bolschewiken in Dorpat. So wird er in verschiedenen Büchern und Zeitschriften zitiert. In dem Buch „Das wahre Gesicht des Bolschewismus!“ beschreibt er sehr ausführlich: „Durch eine Treppe vom Hof aus gelangte ich in einen dunklen gewölbten Kellerraum. . . Mit einer Lampe in der Hand ging ich bis an das Ende des etwa zehn Schritte langen Kellerraumes, wo sich zur linken Hand ein gewölbter Bogen befand – der Eingang zu einem etwa acht Schritte langen und fünf Schritte breiten, dunklen Kellerloch, in das man nur gebeugt gelangen konnte. Der Anblick war grauenerregend!“
Darüber hinaus war Karl Wolfgang Rudolf von Reyher Mitglied der Goethe-Gesellschaft und trug somit auch zur Förderung der Kunst und Kultur bei.

### Spätere Jahre
Im Jahr 1921 siedelte Wolfgang von Reyher nach Deutschland über und kaufte einen Bauernhof in der Oberpfalz, den er jedoch bald wieder verkaufte. Von 1922 bis Mai 1945 leitete er das Diakonissen-Krankenhaus in Bad Selters, heute Evangelisches Krankenhaus Dierdorf/Selters. Nach dem Ende des Zweiten Weltkriegs verbrachte er einige Zeit in amerikanischer Internierung und eröffnete anschließend eine Privatpraxis in Selters.
Karl Wolfgang Rudolf von Reyher verstarb am 7. Dezember 1950 in Selters im Westerwald, Rheinland-Pfalz.

## Veröffentlichungen
Reyher veröffentlichte mehrere Werke, darunter:
- „Kropf und endemische Dystrophie“ (1927)[7]
- „Die Infection der Schussverletzungen“[8]
- „Ein Fall von Trauma des Hinterkopfes: Vortrag, gehalten in der Medizinischen Gesellschaft zu Dorpat“[9]
- „Jahresbericht Hals-, Nasen- und Ohrenheilkunde bibliographisches Jahresregister des Zentralblattes für Hals-, Nasen- und Ohrenheilkunde sowie deren Grenzgebiete“ (1928, Mitautor)[10]
- „Zur Erinnerung an W. Zoege von Manteuffel“ (1926)[4]